# 1840 год в науке
В 1840 году были различные научные и технологические события, некоторые из которых представлены ниже.

## События
- Герман Гесс сформулировал, так называемый, Закон Гесса — основной закон термохимии[1].

## Публикации
- Н. И. Лобачевский опубликовал на немецком языке и распространил по странам Европы небольшую книгу «Геометрические исследования по теории параллельных», где содержится чёткое и систематическое изложение неевклидовой геометрии. Эти идеи опередили своё время (их оценил только Гаусс) и были признаны только через 30 лет[2].

## Родились
- 5 февраля — Хайрем Максим, британский изобретатель и оружейник американского происхождения, создатель одного из самых знаменитых пулемётов — пулемёта Максима.
- 28 марта — Эмин-паша, немецкий колониальный деятель, путешественник и исследователь Африки.
- 6 апреля — Василий Васильевич Юнкер, русский путешественник (ум. 1892).
- 10 июля — Аугусто Франкетти, итальянский историк, литературовед, переводчик и юрист (ум. 1905).
- 20 октября — Янош Бёк, венгерский геолог (ум. 1909).
- 31 декабря — Александр Вильгельм Гетте — немецкий зоолог (ум. 1922).

## Скончались
- 22 февраля — Аугусто Франкетти, итальянский историк, литературовед, переводчик и юрист (род. 1840).
- 2 марта — Генрих Ольберс, немецкий астроном, врач и физик.
- 25 апреля — Симеон Пуассон, французский математик, механик и физик.
- 4 июля — Карл-Фердинанд фон Грефе, немецкий хирург, офтальмолог.
- 15 сентября — Людвиг (Лев) Лаврентьевич (Иоганн Людвиг Андреас) Фогель (род. 1771), немецкий и российский врач и педагог; доктор медицины[3].